# Born Yesterday
Born Yesterday (br: Nascida ontem / pt: A mulher que nasceu ontem) é um filme estadunidense de 1950, do gênero comédia romântica, dirigido por George Cukor e baseado em peça teatral de Garson Kanin.

## Sinopse
Um empresário que prosperou negociando com ferro-velho vai a Washington participar de uma negociata que envolve um congressista corrupto. Ele contrata um jornalista para que ele ensine boas maneiras, o modo de vestir, de falar e de andar a sua inculta amante, para que ela não cause problemas enquanto ele negocia. Mas professor e aluna se apaixonam e ela aprende a pensar sozinha, causando problemas inesperados ao namorado.

## Elenco principal
- Judy Holliday .... Emma Dawn ('Billie')
- Broderick Crawford .... Harry Brock
- William Holden .... Paul Verrall
- Howard St. John .... Jim Devery
- Frank Otto .... Eddie
- Larry Oliver .... congressista Norval Hedges
- Barbara Brown .... Sra. Hedges
- Grandon Rhodes .... Sanborn
- Claire Carleton .... Helen

## Principais prêmios e indicações
Oscar 1951 (EUA)
- Vencedor na categoria de melhor atriz (Judy Holliday).
- Indicado nas categorias de melhor filme, melhor diretor, melhor roteiro e melhor figurino em preto e branco.

Globo de Ouro 1951 (EUA)
- Vencedor na categoria melhor atriz - comédia/musical (Judy Holliday).
- Indicado nas categorias de melhor filme - drama, melhor diretor e melhor atriz - drama (Judy Holliday).

Festival de Veneza 1951 (Itália)
- Indicado ao Leão de Ouro (George Cuckor).